# ISAPI

## Internet Services API
Es una interfaz de programación de aplicaciones (API) para el servidor web de Microsoft, IIS (Internet Information Server). A partir de la versión 6.0

La ISAPI permite que los programadores puedan desarrollar aplicaciones basadas en web que se procesen mucho más rápidamente que los programas CGI. Esto es así porque están más integrados con el servidor web.

Además del IIS, hay otros servidores web que soportan ISAPI.
- Datos: Q1434299